# Personaggi de In Another World with My Smartphone

I protagonisti nella serie anime. Da sinistra: Leen, Kokuyo e Sango (in alto). Al centro: Elze, Linze, Touya, Sue e Kohaku (in basso), Yumina e Lucia. Sullo sfondo: Hildegard e Yae. A destra: Kogyoku (in alto) e Sakura

Questa è la lista dei personaggi de In Another World with My Smartphone, serie di light novel scritta da Patora Fuyuhara e illustrata da Eiji Usatsuka e trasposta anche in manga e anime.

## Personaggi e luoghi

### Ducato di Brunhild
Il Ducato di Brunhild (ブリュンヒルド公国?, Buryunhirudo kōkoku) è una città sovrana situata tra il Regno di Belfast e l'Impero di Regulus, sotto il governo di Touya Mochizuki. La gestione dello sviluppo della città è affidata a Kousaka Masanobu, membro dell'Elite Four e consigliere della città. Questo territorio è stato donato a Touya dall'imperatore di Regulus e dal re di Belfast, che lo hanno accolto come alleato. Il castello della città è stato edificato utilizzando i resti di una struttura abbandonata. Dopo la fondazione del ducato, molte persone provenienti da altri paesi, incluse alcune che Touya ha incontrato in precedenza, hanno iniziato a trasferirsi qui. Inoltre, il Ducato ospita il congresso mensile dell'Alleanza Mondiale e vari eventi sportivi.
Touya Mochizuki (望月 冬夜?, Mochizuki Tōya)
Doppiato da: Katsumi Fukuhara
Un quindicenne della Terra fatto rinascere da Dio nell'altro mondo come scusa per l'errore di quest'ultimo nell'averlo ucciso accidentalmente. Il suo smartphone è la sua unica connessione rimanente con la Terra; anche se non può più interagirvi direttamente può comunque accedere a Internet per vedere le varie notizie della Terra e la batteria può essere ricaricata con l'energia magica. È dotato di tutti e sette gli attributi magici: Fuoco, Acqua, Vento, Terra, Luce, Oscurità e Vuoto. Comincia come un semplice avventuriero nel Regno di Belfast, anche se grazie alle sue doti e alla sua umile natura diventa rapidamente famoso attraverso azioni impulsive. Dopo aver scoperto il primo Giardino aereo di Babylon si mette alla ricerca degli altri suoi componenti per sconfiggere i Fraze. Secondo la visione della Regina Babylon, Touya avrebbe avuto in totale nove mogli. Man mano che la storia prosegue forma dei patti con tutte e quattro le Bestie divine. Diventa anche il re del Ducato di Brunhild, dopo aver contribuito ad appianare le relazioni tra l'Impero di Regulus e il Regno di Belfast. È anche il primo avventuriero di rango argento ad apparire in 18 anni, e più tardi, dopo aver conseguito il grado d'oro, diventa uno dei due "eroi" viventi nel mondo. Viene rivelato, dato che Dio ha ricostituito il suo corpo nel Regno divino, che è diventato un semidio.
Elze Silhoueska (エルゼ・シルエスカ?, Eruze Shiruesuka)
Doppiata da: Maaya Uchida
La sorella maggiore delle gemelle Silhoueska, ha i capelli lunghi e un petto più piccolo della sorella Linze. Touya le incontra all'inizio del suo viaggio, salvandole da due ladri in un vicolo, e da allora in poi si registrano insieme come gruppo di avventurieri con la gilda locale. Elze combatte con un paio di guanti incantati e può usare solo la magia senza attributo "Boost", che aumenta le sue capacità fisiche. Durante i suoi viaggi sviluppa dei sentimenti verso Touya, ma cerca di trattenerli per il bene di sua sorella, anche lei innamoratasi di lui. Alla fine, lei e Yae combattono Touya in una finta battaglia e vincono, chiedendo come premio di diventare sue fidanzate. È la terza fidanzata di Touya e la madre di Elna.
Linze Silhoueska (リンゼ・シルエスカ?, Rinze Shiruesuka)
Doppiata da: Yui Fukuo
La sorella minore delle gemelle Silhoueska. Con la sua intelligenza e talento naturale, è la specialista magica delle due sorelle. Ha i capelli corti e il seno più grande di sua sorella, e può usare tre attributi magici: Fuoco, Acqua e Luce. Linze è la più delicata delle ragazze del gruppo, spesso appare timida e facilmente agitata, anche se nella rara occasione in cui è arrabbiata Touya crede che sia la più spaventosa. Sviluppa dei sentimenti per Touya, ma all'inizio non può ammetterli. Più tardi, quando Francesca registra Touya come il suo nuovo padrone tramite un bacio, Linze ha coraggiosamente confessato il suo amore e bacia Touya di fronte alle altre ragazze. Poco dopo, diventa la seconda fidanzata di Touya. È la madre di Linne.
Yae Kokonoe (九重 八重?, Kokonoe Yae)
Doppiata da: Chinatsu Akasaki
Nata nel paese dell'estremo oriente di Eashen, molto simile al Giappone feudale, in una famiglia di samurai, Yae lasciò la sua casa per viaggiare e affinare le sue abilità altrove. Il gruppo di Touya la incontra durante i loro viaggi, aiutandola a respingere un gruppo di ruffiani che la stavano attaccando. Successivamente, decide di accompagnare Touya aggregandosi anche lei al gruppo. Alla fine ritorna a Eashen insieme al suo gruppo per salvare suo padre, suo fratello e la sua città da una guerra di provincia all'interno del paese. In tutti questi eventi, si innamora di Touya. Alla fine, lei e Elze combattono Touya in una finta battaglia e vincono, chiedendo come premio di diventare sue fidanzate. È la quarta fidanzata di Touya e la madre di Yakumo.
Sushie Ernea Ortlinde (スゥシィ・エルネア・オルトリンデ?, Sūshī Erunea Orutorinde)
Doppiata da: Nanami Yamashita
Figlia del duca Alfred Urnes Ortlinde e della duchessa Ellen Ernes Ortlinde, sorella maggiore di Edward, nipote del re Tristwin e della regina Yuel, e cugina di Yumina e Yamato. Sushie preferisce che i suoi amici la chiamino Sue (ス ゥ?, Sū). Incontra il gruppo di Touya all'inizio della storia quando la salvano da un tentativo di rapimento, portandola ad avere una cotta per Touya. Inoltre introduce Touya a suo padre, spiegando come sua madre è stata maledetta dalla cecità, desiderando che suo nonno, che era un utente delle magie del Vuoto e della Luce, fosse ancora vivo per la cura. Poiché Sue possiede solo la magia della Luce, come il nonno e Linze, non è mai riuscita a padroneggiarla per annullare la condizione degli occhi della madre, poiché le mancava la magia del Vuoto di recupero, che invece aveva il nonno. Per pura coincidenza, Touya cura la malattia degli occhi della madre di Sue, guadagnandosi un grande onore nel Regno di Belfast. Sue riceve l'addestramento al combattimento da Cecile e Lapis, mentre Leen le insegna le abilità magiche. È anche buona amica di Renne e Arma. La sua innocente ingenuità, però, spesso porta a momenti imbarazzanti. Più tardi, per proteggere Sue da un fidanzamento politico da un principe straniero sospettato di pedofilia, Touya decide di farla diventare la sua sesta fidanzata. È la madre di Stephania.
Yumina Ernea Belfast (ユミナ・エルネア・ベルファスト?, Yumina Erunea Berufasuto)
Doppiata da: Marika Kōno
Principessa di Belfast e figlia del re Tristwin e della regina Yuel, sorella maggiore del principe Yamato, nipote della duchessa Ellen e del duca Alfred Ernes Ortlinde, nonché cugina di Sue ed Edward. Yumina incontrò Touya quando guarì suo padre da un tentativo di avvelenamento. Possiede la magia del Vuoto "Mystic Eyes", un'abilità che deriva dai suoi occhi eterocromici che le danno la capacità di vedere la vera natura di una persona. A causa di questo potere, vedendo l'aura disinteressata e gentile che circonda Touya dopo aver salvato suo padre, chiede di essere fidanzata con lui, credendo che non troverà mai un candidato migliore per essere suo marito; tuttavia, deve prima conquistare il suo cuore prima che lui compia 18 anni, data in cui gli sarà permesso di sposarsi. Rispetto alle altre mogli di Touya, è nota per esprimere apertamente i suoi sentimenti per Touya, come abbracciarlo in pubblico, dire agli altri del loro fidanzamento programmato e andare a dormire con lui. È anche abile con archi e frecce, spesso scegliendo di combattere a fianco di un branco di lupi da caccia convocato con il suo attributo Oscurità. Più tardi, quando Touya diventa re del Ducato di Brunhild, Yumina forma la Conferenza delle spose, un gruppo formato dalle fidanzate di Touya che si incontrano, discutono e giudicano eventuali altre donne che si innamorano di lui per determinare se dovrebbero diventare fidanzate ufficiali in quanto la poligamia è standard nel nuovo mondo. È la prima fidanzata di Touya e la madre di Kuon.
Leen (リーン?, Rīn)
Doppiata da: Sumire Uesaka
Come capo della tribù delle Fate di Mismede, Leen serve come maga di corte del Regno di Mismede ed è capace di usare la sua personale magia del Vuoto "Program"; nell'arco di 200 anni l'ha usata per creare un orsacchiotto di nome Paula che può interagire con gli umani, anche se non ha ancora la capacità di parlare. Poiché non ha usato le sue ali per un lungo periodo di tempo, non è in grado di volare. Incontra Touya durante un viaggio diplomatico da Belfast, quando Paula lo porta nelle sue stanze personali. Incuriosita dalle sue capacità, lei gli chiede di diventare suo discepolo; quando Touya declina diventa l'ambasciatrice di Mismede a Belfast come scusa per trascorrere più tempo con lui. Nonostante abbia rifiutato la sua offerta di insegnare a Touya più magia, lui cerca l'aiuto di Leen per qualsiasi tipo di magia del Vuoto di cui abbia bisogno per motivi utili. Più avanti nella serie, Leen diventa la co-leader della Conferenza delle spose e la maga di corte del Ducato e insegna a Sakura, Sue e Renne come usare la loro magia. Leen sembra anche stringere buoni rapporti con Sakura come due razze semi-umane che vivono a Brunhild. È lei a dare inizio alla ricerca di Touya dei pezzi antichi della civiltà perduta di Babylon, poiché vuole ottenere conoscenza dalla Biblioteca di Babylon. Alla fine, dopo la scoperta della Biblioteca da parte di Touya, lei gli chiede di sposarla, diventando l'ottava fidanzata di Touya. È la madre di Quun.
Lucia Lea Regulus (ルーシア・レア・レグルス?, Rūshia Rea Regurusu)
Doppiata da: Miyu Takagi
La terza principessa dell'Impero di Regulus. Touya incontra Lucia quando salva l'impero dall'essere rovesciato dall'esercito imperiale in un colpo di stato. Acconsente a sposarla dopo che l'Imperatore di Regulus crea una tregua con il Re di Belfast, poi si trasferisce nel Ducato di Brunhild con Touya e tutti gli altri. Lucia è una persona competitiva che odia perdere. Le sue armi principali sono le spade gemelle. È anche diligente in cucina, ha un palato sensibile ed è in buoni rapporti con Yumina. Come Sushie, preferisce anche essere chiamata con il suo soprannome Lu (ルー?, Rū). È la quinta fidanzata di Touya e la madre di Arcia.
Hildegard Minas Lestia (ヒルデガルド・ミナス・レスティア?, Hirudegarudo Minasu Resutia)
Doppiata da: Yū Serizawa
Hildegard è la prima principessa del Regno Cavalleresco di Lestia. È una persona nobile e cavalleresca e di solito indossa un'armatura incantata dalla magia. È in buoni rapporti con Yae, poiché le due sono abbastanza abili nell'arte della spada, ed è conosciuta come "Principessa Cavaliere". Hildegard si innamora di Touya dopo la battaglia con i Fraze. In seguito si trasferisce nel Ducato di Brunhild. Come Sushie e Lucia, anche lei preferisce il suo soprannome Hilda (ヒルデ?, Hiruda). È la settima fidanzata di Touya e la madre di Freigard.
Sakura (桜?)
Doppiata da: Miyu Kubota
Una dei potenziali successori del Regno dei Demoni Xenoas. Tuttavia, essendo semi-umana è considerata un'emarginata dagli altri, indipendentemente dalla sua più alta qualità magica per prendere il trono. Un giorno sopravvisse a un tentativo di omicidio fuggendo con la sua magia del Vuoto Teleport. Dopo essere stata salvata da Touya e rigenerato gli arti perduti, ha sofferto di amnesia finendo per essere chiamata "Sakura" da Touya per i suoi capelli rosa. Il suo vero nome è Farnese Forneus. Prima della serie, le è stato conferito il "Phantom of Eyes" che ha alterato il suo viso e cambiato il suo colore dei capelli, con una capacità uditiva acuta. Attualmente, rimane con Touya nel Ducato di Brunhild. È la nona fidanzata di Touya.
Arcia Mochizuki (望月アーシア?, Mochizuki Āshia)
Arcia è la quinta figlia di Touya e figlia di Lucia.
Elna Mochizuki (望月エルナ?, Mochizuki Eruna)
Elna è la sesta figlia di Touya e figlia di Elze.
Freigard Mochizuki (望月フレイガルド?, Mochizuki Fureigarudo)
Freigard  è la seconda figlia di Touya e figlia di Hildegard. Come la madre, preferisce il soprannome Frei (フライ?, Furai).
Kuon Mochizuki (望月久遠?, Mochizuki Kuon)
Kuon è l'ottavo figlio di Touya e figlio di Yumina. È l'unico figlio maschio di Touya. Kuon prende il nome dal bisnonno paterno. È infatuato di Allistella, la sua campagna di viaggio dal futuro. Più avanti nella serie, Kuon e Allistella si fidanzano.
Linne Mochizuki (望月リンネ?, Mochizuki Rinne)
Linne è la settima figlia di Touya e figlia di Linze. Ha stretto buoni rapporti con Allistella.
Quun Mochizuki (望月クーン?, Mochizuki Kūn)
Quun è la terza figlia di Touya e figlia di Leen.
Stephania Mochizuki (望月ステファニア?, Mochizuki Sutefania)
Stephania è la nona figlia di Touya e figlia di Sushie. Ha preso il nome di Stephanie, la madre di Renne, in onore della loro amicizia. Proprio come sua madre, preferisce il soprannome Steph. È anche la figlioccia di Renne.
Yakumo Mochizuki (望月八雲?, Mochizuki Yakumo)
Yakumo è la prima figlia di Touya e la figlia di Yae.
Yoshino Mochizuki (望月ヨシノ?, Mochizuki Yoshino)
Yoshino è la quarta figlia di Touya e figlia di Sakura.

### Babylon
Babylon (バビロン?, Babiron), conosciuta come Babilonia nella prima stagione dell'anime, è un'isola fluttuante progettata dalla professoressa Babylon, da cui prende il nome. Questa straordinaria isola ospita una biblioteca, un giardino, un laboratorio di alchimia, uno studio, un hangar, un bastione, un magazzino e una torre. Inoltre, è in grado di sviluppare diverse armi, tra cui i Frame Gear, potenti robot da combattimento. Prima dell'inizio della serie, Babylon era stata suddivisa in nove parti e disperse nel mondo. Per vigilare su ciascuna sezione dell'isola, sono state create le Babylon Sisters (バビロンシスターズ?, Babiron Shisutāzu). Nel corso della storia, Touya recupera ogni parte dell'isola e riesce a ricomporre la sua struttura originale.
Regina Babylon (レジーナ・バビロン?, Rejīna Babiron)
Doppiata da: Minako Kotobuki
La professoressa Babylon è una scienziata e creatrice delle Babylon Sisters e dei Frame Gear, vissuta circa 5000 anni fa come cittadina dell'antico Sacro Impero di Partheno. Comunica con Touya tramite ologrammi e gli affida il compito di trovare tutte le parti di Babylon per sconfiggere i Fraze. Si scopre poi che si è trasformata in un cyborg, il che spiega la sua lunga vita. Babylon è una figura bisessuale e provocante, che si avvicina a Touya e ad altre donne, divertendosi a stuzzicarli. Ha progettato le sue ginoidi per gestire ogni parte dell'isola, dotandole di un alto grado di sensualità; ciascuna di esse è stata creata con un frammento della sua personalità.
Francesca "Cesca" (フランシェスカ?, Furanshesuka)
Doppiata da: Rumi Ōkubo
Cesca è una ginoide terminale di 5000 anni, che ha ricevuto dalla professoressa Regina Babylon l'incarico di gestire il Giardino del Cielo di Babylon (バビロンの「空中庭園」?, Babiron no "kūchū teien"). Il suo numero di serie è 23 e lavora anche come cameriera presso il Ducato di Brunhild. Diventa la cameriera personale di Touya dopo che il loro contratto è stato sigillato con un bacio. La sua personalità è descritta come perversa e spudorata, manifestandosi in comportamenti lascivi nei confronti di Touya ogni volta che ne ha l'occasione.
High Rosetta "Rosetta" (ハイロゼッタ?, Hairozetta)
Doppiata da: Madoka Asahina
Rosetta è una ginoide terminale di 5000 anni,S che ha ricevuto dalla professoressa Regina Babylon il compito di gestire il Laboratorio di Babylon (バビロンの「工房」?, Babiron no "kōbō"). Il suo numero di serie è 27 e ha la capacità di creare qualsiasi cosa con le risorse disponibili, a patto di sapere come realizzarla.
Bellflora "Flora" (ベルフローラ?, Berufurōra)
Doppiata da: Hisako Kanemoto
Flora è una ginoide terminale di 5000 anni, che ha ricevuto dalla professoressa Regina Babylon l'incarico di gestire lo Studio dell'Alchimia di Babylon (バビロンの「錬金棟」?, Babiron no "renkintō"). Il suo numero di serie è 21 e possiede conoscenze e abilità mediche di un certo livello.
Fredmonica "Monica" (フレドモニカ?, Furedomonika)
Doppiata da: Miharu Hanai
Monica è una ginoide terminale di 5000 anni, che ha ricevuto dalla professoressa Regina Babylon l'incarico di gestire l'Hangar di Babylon (バビロンの「格納庫」?, Babiron no "kakunōko"). Il suo numero di serie è 28 e ha dimostrato di avere una certa attitudine alla meccanica. Monica va d'accordo con le altre sorelle, ma non con Atlantica "Tica", che è una lolicon
Preliora "Liora" (プレリオラ?, Pureriora)
Doppiata da: Moe Kahara
Liora è una ginoide terminale di 5000 anni, che ha ricevuto dalla professoressa Regina Babylon l'incarico di gestire il Bastione di Babylon (バビロンの「城壁」?, Babiron no "jōheki"). Il suo numero di serie è 20 ed è stata la partner sessuale della professoressa Babylon millenni fa. Liora è stata anche la prima ginoide costruita.
Pamelanoelle "Noelle" (パメラノエル?, Pameranoeru)
Doppiata da: Misaki Watada
Noelle è una ginoide terminale di 5000 anni, che ha ricevuto dalla professoressa Regina Babylon l'incarico di gestire la Torre di Babylon (バビロンの「塔」?, Babiron no "tō"). Il suo numero di serie è 25. È pigra e sonnolenta, ma si risveglia facilmente all'odore di cibo caldo, l'unico modo per corromperla.
Irisfam "Fam" (イリスファム?, Irisufamu)
Fam è una ginoide terminale di 5000 anni, che ha ricevuto dalla professoressa Regina Babylon l'incarico di gestire la Biblioteca Volante di Babylon (バビロンの「図書館」?, Babiron no "toshokan"). Il suo numero di serie è 24. A differenza delle altre ginoidi, è rimasta sveglia per 5000 anni, leggendo tutti i libri della Biblioteca durante questo tempo. Il test di compatibilità di Fam consiste in una serie di indovinelli. Conosce tutti i linguaggi dell'epoca di Parthenon e può anche rintracciarne le influenze nei linguaggi più moderni.
Lileleparshe "Parshe" (リルルパルシェ?, Riruruparushe)
Parshe è una ginoide terminale di 5000 anni, che ha ricevuto dalla professoressa Regina Babylon l'incarico di gestire il Magazzino di Babylon (バビロンの「蔵」?, Babiron no "kura"). Il suo numero di serie è 26. È molto energica, eccitabile, manesca e incredibilmente maldestra, il che ha causato la caduta di alcuni oggetti, come il gioiello che rianima i morti a Oedo, nell'est; i bracciali di difesa e resistenza alla magia, che hanno permesso un colpo di stato a Regulus; e altri incidenti, come la caduta di una cornice magica nel castello nobiliare di Regulus, che ha portato a storie inquietanti che Touya e gli altri devono affrontare, insieme alla spada curativa a Lestia.
Atlantica "Tica" (アトランティカ?, Atorantika)
Tica è una ginoide terminale di 5000 anni, che ha ricevuto dalla professoressa Regina Babylon l'incarico di gestire il Laboratorio di Babylon (バビロンの「研究所」?, Babiron no "kenkyūsho"). Il suo numero di serie è 22. All'esterno, si presenta come ben educata, laboriosa e responsabile. Tuttavia, in realtà è molto perversa quando si tratta di bambine, in particolare di Sue. Tica è l'unica ginoide che Monica, Touya e le sue spose disprezzano maggiormente.

### Regno di Belfast
Il Regno di Belfast (ベルファスト王国?, Berufasuto ōkoku) è il primo Paese visitato da Touya all'inizio della storia, dove incontra Sushie, Yae, le gemelle Silhoueska e Yumina. Situato nel continente dell'Europa occidentale, è il secondo Paese più grande della regione. La capitale e città principale del regno è Alephis Capital City. L'atmosfera è relativamente tranquilla grazie alla buona gestione del re Tristwin Ernes Belfast. Il Paese ha fondato l'Alleanza dell'Ovest insieme al Regno di Mismede, un'alleanza che si è successivamente evoluta nell'Alleanza Mondiale.
Duca Alfred Ernes Ortlinde (アルフレッド・エルネス・オルトリンデ?, Arufureddo Erunesu Orutorinde)
Doppiato da: Taiten Kusunoki
Alfred è il duca di Belfast è il marito della duchessa Ellen e padre di Sue ed Edward. È anche zio di Yumina e Yamato, nonché fratello del re Tristwin e cognato della regina Yuel. Arriva a rispettare Touya dopo che questi ha salvato sua figlia e curato la cecità di sua moglie.
Duchessa Ellen Ernea Ortlinde (エレン・エルネア・オルトリンデ?, Eren Erunea Orutorinde)
Doppiata da: Asami Yano
Ellen è la duchessa di Belfast è la moglie del duca Alfred e madre di Sue ed Edward. È cognata del re Tristwin e della regina Yuel, e zia di Yumina e Yamato. Prima dell'inizio della serie, soffre di una malattia che la rende cieca. Dopo che Touya l'ha curata, lei e la sua famiglia iniziano a rispettarlo. Touya presta ad Alfred ed Ellen una collana magica chiamata Life Blesser, che porta al concepimento di Edward.
Edward Ernes Ortlinde (エドワード・エルネス・オルトリンデ?, Edowādo Erunesu Orutorinde)
Edward è il figlio neonato di Alfred ed Ellen, fratellino di Sue, cugino minore di Yumina e Yamato, e secondo figlioccio di Touya. Attualmente, è il prossimo erede della casata Ortlinde. Una collana magica prestata a Ellen da Touya ha contribuito al suo concepimento.
Leim (レイム?, Reimu)
Doppiato da: Tomomichi Nishimura
Leim è un maggiordomo che lavora per la famiglia Ortlinde. Viene gravemente ferito durante l'attacco di un mago che tenta di rapire Sue, ma Touya riesce a salvarlo. La sua guarigione gli consente di guadagnare il rispetto della famiglia Ortlinde.
Tristwin Ernes Belfast (トリストウィン・エルネス・ベルファスト?, Torisutowin Erunesu Berufasuto)
Doppiato da: Jōji Nakata
Tristwin è il re di Belfast, marito di Yuel Ernea, è il fratello del duca Alfred e padre di Yumina, nonché zio di Sue. Quando Touya lo incontra, il re è stato avvelenato dal conte Balsa, ma Touya riesce a curarlo e a smascherare i crimini di Balsa, guadagnandosi così il suo rispetto. Tristwin offre a Touya un titolo nobiliare, ma sapendo che il ragazzo avrebbe rifiutato, gli dona del denaro e una villa.
Yuel Ernea Belfast (ユエル・エルネア・ベルファスト?, Yueru Erunea Berufasuto)
Doppiata da: Yumi Kakazu
Yuel è la regina di Belfast, moglie di Tristwin Ernes, è madre di Yumina e Yamato, cognata del duca Alfred e della duchessa Ellen, nonché zia di Sue ed Edward. Arriva a rispettare Touya dopo che lui ha salvato suo marito. Sperava che sua figlia trovasse presto una persona speciale e, quando Yumina sceglie Touya, le lancia una sfida di fidanzamento per conquistare il cuore del ragazzo: se Yumina non riuscirà a farlo suo, finirà per farsi suora. Alla fine, la regina cede per amore della figlia e sia lei che il marito sono felici che Yumina sia stata così brava a conquistarlo.
Yamato Ernes Belfast (ヤマト・エルネス・ベルファスト?, Yamato Erunesu Berufasuto)
Yamato è il figlio neonato di Tristwin e Yuel, nonché fratellino di Yumina, è cugino minore di Sue, cugino maggiore di Edward e primo figlioccio di Touya. Attualmente, è il prossimo erede al trono del Regno di Belfast. Dopo la sua nascita, è diventato il più recente ospite del nucleo del sovrano dei Fraze.
Laim (ライム?, Raimu)
Doppiato da: Tomomichi Nishimura
Laim è il maggiordomo che lavora per la famiglia reale di Belfast è anche il fratello maggiore di Leim. Si è trasferito nella villa di Belfast e nel Ducato di Brunhild per servire Touya come maggiordomo personale, dopo aver salvato il fratello minore dalla morte e cedendo la sua posizione al figlio.
Leon Blitz (レオン・ブリッツ?, Reon Burittsu)
Doppiato da: Hiroki Yasumoto
Leon è il generale dell'esercito di Belfast e padre di Lyon.
Charlotte (シャルロッテ?, Sharurotte)
Doppiata da: Yūki Kuwahara
Charlotte è la maga di corte di Belfast, è una donna appassionata e assetata di conoscenza, interessata alle capacità magiche di Touya. In passato, era l'apprendista di Leen e ha subito torture dalla sua sadica maestra, che l'hanno portata a diventare masochista come punizione per aver omesso informazioni cruciali. La sua storia è caratterizzata da una ricerca incessante di potere e comprensione magica.
Conte Balsa (バルサ?, Barusa)
Doppiato da: Kōji Ishii
Conte di Belfast, Balsa è un personaggio perfido che nutre un profondo odio per gli uomini bestia e crede che gli umani siano superiori a qualsiasi altra specie. Si oppone attivamente ai tentativi del re Tristwin di formare un'alleanza con il Regno di Mismede. Nel suo tentativo di annullare l'alleanza, Balsa ingaggia un mago per rapire Sue, con l'intento di controllare il duca Alfred. Tuttavia, Touya riesce a salvare Sue all'ultimo momento, sventando il suo piano. Dopo il fallimento del suo tentativo di ricatto, Balsa trama di assassinare il re per poter controllare Yumina, che all'epoca era l'erede al trono. Per attuare questo piano, avvelena i bicchieri di vino e utilizza Olga come capro espiatorio, facendo sembrare che il suo vino fosse la fonte del veleno. Nonostante la sua pianificazione, Touya riesce nuovamente a fermarlo, curando il re e dimostrando che Balsa è il vero colpevole dell'avvelenamento. Dopo aver tentato di fuggire, viene infine arrestato per i suoi crimini.
Lyon Blitz (リオン・ブリッツ?, Rion Burittsu)
Doppiato da: Soma Saito
Lyon è un cavaliere di Belfast e figlio di Leon Blitz, prova sentimenti per Olga e riesce a stringere una relazione con lei grazie all'aiuto di Touya, dei suoi amici e di Arma. I due successivamente si sposano, consolidando il loro legame e la loro felicità.
Micah (ミカ?, Mika)
Doppiata da: Sayuri Hara
Micah è la figlia di Dolan e la proprietaria della locanda Luna d'Argento. Quando Touya la incontra per la prima volta, si ferma e la aiuta a migliorare il locale. In seguito, si trasferisce a Brunhild per aprire una filiale di Luna d'Argento come unico gestore.
Aer (アエル?, Aeru)
Doppiato da: Mayu Yoshioka
Aer è la proprietaria della caffetteria chiamata Parent e un'amica intima di Micah. Quando Touya la incontra per la prima volta, lei ha bisogno di trovare un nuovo tipo di dessert per i clienti. Touya le insegna a fare il gelato e il tronchetto. In seguito, si trasferisce a Brunhild, dove continua la sua attività.
Zanac Zenfield (ザナック・ゼンフィエルド?, Zanakku Zenfierudo)
Doppiato da: Takuma Suzuki
Zanac è il proprietario di un negozio di abbigliamento a Belfast. Dopo aver incontrato Touya, lo porta nella città di Reflet, dove Touya acquista i vestiti che indossa e riceve un nuovo set di abiti. Successivamente, Zanac apre una filiale del suo negozio di abbigliamento nel Ducato di Brunhild per volere di Touya. Prima di trasferirsi ad Alephis per vivere nella villa e nel castello di Brunhild, riceve da Touya diversi modelli di abbigliamento come regalo di addio. Zanac è la prima persona che Touya incontra nel nuovo mondo.
Lapis (ラピス?, Rapisu)
Doppiata da: Himika Akaneya
Lapis è una cameriera che lavora a villa di Belfast e successivamente a Brunhild. È anche una spia assunta per sorvegliare e proteggere Yumina. Sebbene Touya scopra il suo vero ruolo, accetta di non rivelarlo a Yumina. Inoltre, Lapis viene assegnata come superiore a Renne, gestendo le sue responsabilità con dedizione e discrezione.
Cecile (セシル?, Seshiru)
Doppiata da: Madoka Yonezaw
Cecile è una cameriera che lavora a villa di Belfast e successivamente a Brunhild. È anche una spia assunta per sorvegliare e proteggere Yumina. Sebbene Touya scopra il suo vero ruolo, accetta di non rivelarlo a Yumina. Inoltre, Cecile è stata incaricata di fare da tutrice e mentore a Renne, mostrando un atteggiamento molto protettivo nei suoi confronti
Renne (レネ?, Rene)
Doppiata da: Yoshino Aoyama
Renne è una giovane orfana che sopravvive borseggiando le persone a causa della povertà. Sua madre è morta poco dopo la sua nascita, mentre suo padre non è mai tornato da una missione e si presume sia stato ucciso. Le è stata insegnata l'arte del borseggio da una gentile vecchietta in viaggio. Touya la incontra quando lei gli ruba il portafoglio e, seguendola con il suo smartphone, scopre la sua situazione. Dopo averla trovata in un vicolo mentre viene attaccata da alcuni teppisti, Touya la salva e le offre un lavoro come cameriera alla villa di Belfast, promettendo che dovrà smettere di rubare, cosa che Renne accetta. Cecile e Lapis diventano le sue tutor e supervisori, insegnandole abilità di combattimento e apprendistato domestico. Claire le dà lezioni di cucina, aiutandola a sviluppare le sue capacità culinarie. Renne viene assegnata come cameriera personale di Touya insieme a Cesca e ha un'affinità magica con l'elemento del Vento. Riceve addestramento magico da Leen per controllare questa affinità con la collana incantata della madre. Renne è anche buona amica di Sue e Arma e presenta una forte somiglianza con sua madre defunta, Stephanie (o Steph). Più avanti nella serie, quando Touya salva l'Impero di Regulus da un colpo di stato, apprende da lui e da Carol che è una discendente della nobile famiglia di cavalieri del Casato di Rilletes. Nonostante questa scoperta, sceglie di rimanere con Touya e i suoi amici, considerandoli una famiglia surrogata. Touya la tratta spesso come una sorella minore, e Renne sviluppa una cotta per lui fin dal loro primo incontro. È estremamente felice quando riceve complimenti e carezze da Touya, che le regala anche una bicicletta rossa. Quando la Dea Amore inizia a dare consigli su come sedurre Touya durante una conferenza delle spose, Renne ascolta attentamente poiché è stata notata nel gruppo. In futuro, i figli di Touya dichiarano che Renne è stata incaricata di fargli da insegnante
Prim (プリム?, Purimu)
Doppiata da: Hazuki Ogino
Prim è la segretaria della gilda di Belfast, responsabile della gestione delle missioni e del timbro magico delle carte degli avventurieri al termine del loro lavoro. Quando scopre che Touya è il proprietario del biblio-café Tsukuyomi, gli chiede di ordinare numerosi libri romantici dal Regno di Rifrees per lei e le sue colleghe, da leggere dopo una lunga giornata di lavoro. Questi libri presentano principalmente contenuti yaoi e yuri, scritti da Liriel Rehm Rifrees.
Julio (フリオ?, Furio)
Julio è il giardiniere della villa di Touya e in seguito diventa un giardiniere completamente dedicato al palazzo reale di Brunhild. È sposato con Claire e coltiva alberi di ciliegio nel Ducato. Ha una strana amicizia con Cesca, una delle ginoidi di Babylon, poiché entrambi condividono la passione per il giardinaggio.
Claire (クレア?, Kurea)
Claire è la cuoca della villa di Touya e in seguito diventa capo cuoca del palazzo reale di Brunhild. È capace di riprodurre qualsiasi ricetta ricevuta da Touya e insegna a Renne, Yae e Lu a cucinare e preparare pasti speciali per Touya e le loro famiglie. È sposata con Julio. Claire ha anche stretto un'amicizia interclasse con Lu, dopo che quest'ultima ha espresso il desiderio di imparare a cucinare.
Lim (リム?, Rimu)
Doppiata da: Yuka Amemiya
Lim è una giovane ragazza che Yae e Touya incontrano a Belfast dopo che è stata separata dalla madre. I due la aiutano a ritrovare la madre.
Huck (ハック?, Hakku)
Huck è una guardia al palazzo dell'ambasciata di Brunhild per il Regno di Belfast insieme a Thomas.
Thomas (トマス?, Tomasu)
Thomas è una guardia al palazzo dell'ambasciata di Brunhild per il Regno di Belfast insieme a Huck.
Carlossa Galune Swordrick (カルロッサ・ガルン・ソードレック?, Karurossa Garun Sōdorekku)
Carlossa è uno spadaccino addestrato da Jubei Kokonoe e detiene il titolo nobiliare di visconte nel Regno di Belfast. È il destinatario della lettera di Zanac, che Touya, Elze e Linze si recano a consegnare nella capitale. Inoltre, è la persona che Yae va a incontrare nella capitale, poiché conosce suo padre. Yae ha avuto un incontro con Swordrick per valutare i progressi del suo allenamento. Poiché Carlossa è stato addestrato da Jubei, utilizza lo stesso stile di Yae, ma a un livello superiore; infatti, è in grado di eseguire la mossa ombra dello stile, mentre Yae non può.
Neil Suleiman (ニール・スレイマン?, Nīru Sureiman)
Neil è il vice generale dei cavalieri di Belfast. Touya lo incarica di addestrare Will affinché possa proteggere la ragazza che ama.
Raul (ラウル?, Rauru)
Raul è un medico reale del Regno di Belfast.
Simon (シモン?, Shimon)
Simon è il proprietario del negozio di oggetti nella città di Reflet. È stato menzionato quando il gruppo di Touya si recava a rifornire le proprie scorte di caccia.
Nonno di Sushie
Il defunto padre di Ellen, il suocero di Alfred e il nonno materno di Sue. Viene menzionato da Sue mentre parla del desiderio di curare la cecità di sua madre. Sembra che sia l'utilizzatore originale della magia del Vuoto del recupero.
Nonna di Sushie
La madre di Ellen, suocera di Alfred e nonna di Sue. Viene menzionata da Sue dopo il suo salvataggio da un tentativo di rapimento, ed è l'unica parente sopravvissuta della famiglia reale. Sue è solita allontanarsi dalla capitale reale per trascorrere del tempo con la nonna. Quando Touya realizza i portali a specchio per le cassette delle lettere, Alfred gli chiede gentilmente un paio di questi portali per permettere a Ellen e Sue di scrivere lettere alla suocera, facilitando così la comunicazione familiare.
Dolan (ドーラン?, Dōran)
Doppiato da: Nobuaki Kanemitsu
Dolan è il padre di Micah e proprietario della locanda della Luna d'argento nella città di Reflet. È un ex avventuriero di rango blu e un amico intimo del suo co-avventuriero Barall.
Barall (バラル?, Bararu)
Doppiato da: Kouzou Douzaka
Barall è il proprietario del negozio di armi Otto Orsi nella città di Reflet, ex avventuriero di rango blu e amico intimo del suo co-avventuriero Dolan.
Padre di Renne
Marito di Steph, defunto cognato di Carol, genero defunto di Mary e padre defunto di Renne, è stato menzionato da Renne dopo il primo incontro con Touya. Era un avventuriero che ha cresciuto da solo la sua unica figlia dopo la morte della moglie, avvenuta poco prima della nascita di Renne. Secondo Renne, alloggiavano in una locanda dove lui beveva per il suo dolore e parlava incessantemente della sua amata moglie Steph, mentre lei ascoltava. Nonostante ciò, non le ha mai parlato molto dei suoi parenti. L'ultima volta che è stato visto, partì per affrontare un mostro; un anno dopo, non tornò più ed è stato ucciso durante l'impresa. Tutto ciò ha lasciato la figlia sola e senza casa, costretta a sopravvivere per le strade a causa della sua dipendenza, fino a quando non ha incontrato Touya, che l'ha salvata e adottata nella sua villa e nel suo castello come cameriera. Anche se non ha rivelato a Renne dettagli sulle famiglie sue e di Steph, le ha detto che sua madre era felice di guardare Renne ogni volta che lo faceva prima di morire. Ha anche lasciato il ciondolo della sua collana incantata come ricordo al marito e alla figlia.
Stephanie Rillettes (ステファニー・リレット?, Sutefanī Riretto)
Stephanie è la sorella maggiore di Carol Rillettes, la figlia maggiore di Mary Rillettes e la madre di Renne. È stata menzionata solo da Renne e Carol ed è discendente di Kir Rillettes, il famoso cavaliere delle Dodici Lame dell'Impero. Era una giovane nobildonna ribelle e dallo spirito libero, che visse nell'Impero di Regulus con la sua famiglia per diciassette anni, mostrando un grande talento nell'arte della spada. Il suo severo padre, senza nome, l'ha addestrata, ma lei odiava essere limitata dalle regole dei cavalieri, scontrandosi spesso con lui. Dopo un'ultima discussione, scappò di casa e iniziò a vivere nel Regno di Belfast, dove incontrò un avventuriero senza nome e diede alla luce Renne. Poco dopo, morì per cause sconosciute, provando solo la felicità di tenere in braccio la figlia appena nata e rimpiangendo i litigi con il padre. Come la sorella minore Carol, preferiva il soprannome di Steph. Nonostante la sua morte, ha lasciato a Renne il suo cimelio di famiglia, una collana incantata, non solo come ricordo ma anche come prova della sua eredità. In futuro, la migliore amica di Renne, Sue, chiamerà la propria figlia Stephania in onore della madre di Renne e come simbolo della loro amicizia; Sue nominerà addirittura Stephania madrina della bambina.

### Regno di Mismede
Il Regno di Mismede (ミスミド王国?, Misumido ōkoku) è abitato principalmente da semi-umani e ha recentemente stretto un'alleanza con il Regno di Belfast. In questo regno, Touya incontra Leen, la maga di corte e capo della tribù delle Fate di Mismede.
Jamukha Blau Mismede (ジャムカ・ブラウ・ミスミド?, Jamuka Burau Misumido)
Doppiato da: Tetsu Inada
Jamukha è l'attuale re di Mismede. È un semi-umano alto e muscoloso che si diverte a combattere nelle arene e in altre competizioni. A volte esce sotto mentite spoglie per liberarsi dai suoi doveri, con grande disappunto dei suoi ministri.
Tilier Frau Mismede (ティリエ・フラウ・ミスミド?, Tirie Furau Misumido)
Tiller è l'attuale regina del Regno di Mismede. È una donna-bestia leopardo delle nevi.
Olga Strand (オリガ・ストランド?, Origa Sutorando)
Doppiata da: Kikuko Inoue
Olga è una volpe semi-umana e la sorella maggiore di Arma, la figlia maggiore di Olba nonché l'ambasciatrice di Mismede. Quando il gruppo di Touya la incontra per la prima volta, la aiuta a riunirsi con Arma. In un evento successivo, Tristwin viene avvelenato dal conte Balsa, il quale tenta di incastrare Olga accusandola di aver inviato vino avvelenato al re. Tuttavia, Touya riesce a dimostrare la sua innocenza e a smascherare Balsa come il vero colpevole. Olga nutre sentimenti per Lyon Blitz, e il gruppo di Touya, insieme ad Arma, si impegna ad aiutarli a costruire la loro relazione. Alla fine, Olga e Lyon si sposano.
Arma Strand (アルマ・ストランド?, Aruma Sutorando)
Doppiata da: Honoka Inoue
Arma è una volpe semi-umana, figlia minore di Olba e sorella minore di Olga. Il gruppo di Touya la incontra dopo che si è separata dalla sorella e la aiuta a ritrovarla. Insieme a Touya e al suo gruppo, Arma gioca un ruolo importante nel favorire l'amore tra Olga e Lyon, dopo aver scoperto che entrambi provano sentimenti l'uno per l'altra. Inoltre, stringe una solida amicizia con Sue e Renne.
Olba Strand (オルバ・ストランド?, Oruba Sutorando)
Doppiato da: Masaaki Ihara
Olba è un mercante e il padre di Olga e Arma. Quando incontra Touya per la prima volta nel Regno di Mismede, riesce a concludere buoni affari con lui. Ha viaggiato a lungo per scoprire merci interessanti da vendere nella sua attività, anche se ha una preferenza per Brunhild, poiché considera Touya una vera fonte di opportunità commerciali. Olba ha due mogli, Arisa e Irma Strand, che sono entrambe semi-umane e tendono ad essere piuttosto volubili.
Solum (ソルム?, Sorumu)
Solum è il capo del villaggio di Eld. In passato, il suo villaggio è stato attaccato da un drago nero, ma Touya, trovandosi nelle vicinanze, è intervenuto per salvare la comunità dalla distruzione. È un uomo anziano e gentile, privo di avidità, che riconosce e riverisce Touya e il suo gruppo per aver difeso il villaggio. Per dimostrare la sua gratitudine, condivide generosamente il dono ricevuto dal suo benefattore, senza alcun senso di egoismo.
Glatz (グラーツ?, Gurātsu)
Gltaz è il cancelliere di Mismede.
Garn (ガルン?, Garun)
Garn è il capitano dei cavalieri di Mismede.
Thea Frau Mismede (テア・フラウ・ミスミド?, Tea Furau Misumido)
Thea è la prima principessa del regno di Mismede, figlia di Jamukha e Tiller, e sorella maggiore di Remza e Alba. Durante la serie, Karen, la Dea Amore, esprime con entusiasmo la storia d'amore che sta sbocciando tra Thea e il principe Ridis Reek Refreese. Alla fine, i due si fidanzano.
Remza Blau Mismede (レムザ・ブラウ・ミスミド?, Remuza Burau Misumido)
Remza è il primo principe del regno di Mismede. Figlio maggiore di Jamukha e Tiller, fratello minore di Thea e fratello maggiore di Alba.
Alba Blau Mismede (アルバ ブラウ ミスミド?, Aruba Burau Misumido)
Alba è il secondo principe del regno di Mismede. Figlio minore di Jamukha e Tiller e fratello minore di Thea e Remza.
Arisa Strand (アリサ・ストランド?, Arisa Sutorando)
Arisa è una semi-umana volpe e una delle mogli di Olba. È madre di Ikusa e matrigna di Olga e Arma.
Irma Strand (イルマ・ストランド?, Iruma Sutorando)
Irma è una semi-umana volpe e una delle mogli di Olba. È madre di Olga e Arma e matrigna di Ikusa.
Ikusa Strand (イクサ・ストランド?, Ikusa Sutorando)
Ikusa è un Semi-umano volpe, figlio di Olba e Arisa e fratellastro di Olga e Arma.
Eris (エリス?, Erisu)
Eris è l'attuale maga di corte di Mismede e matriarca delle Fate, nonché una vecchia amica di Leen. È molto più responsabile e qualificata di Leen per gestire gli affari del popolo fatato e del regno. Quando viene annunciato il fidanzamento di Leen con Touya alla nobiltà di Mismede, Eris è l'unica a opporsi. Per mettere alla prova Touya e dimostrare che è degno di sposare Leen, lo sottopone a una serie di prove. Tra queste, lo sfida a un duello magico per ottenere la mano di Leen, ma, come previsto, perde e si vede costretta ad accettare il loro fidanzamento.

### Nazione Divina di Eashen
La Nazione Divina di Eashen (神国イーシェン?, Shinkoku Īshen) è un'isola situata nell'oceano orientale, simile al Giappone del vecchio mondo di Touya. È il luogo d'origine di Yae, e spesso si commette l'errore di pensare che anche Touya provenga da Eashen. Inoltre, questo è il posto in cui Touya incontra Sakura.
Jubei Kokonoe (ここのえじゅうべえ?, Kokonoe Jūbee)
Doppiato da: Takaya Kuroda
Jubei è il padre di Yae e Jutaro, nonché marito di Nanae. Dopo la battaglia di Eashen, inizia a rispettare Touya e prova un grande orgoglio per sua figlia Yae quando scopre che è diventata la guardia del corpo personale della principessa di Belfast, Yumina. La sua ammirazione cresce ulteriormente quando apprende che Yae e Touya si sono fidanzati.
Nanae Kokonoe (ここのえななえ?, Kokonoe Nanae)
Doppiata da: Sayaka Ōhara
Nanae è la moglie di Jubei e madre di Jutaro e Yae. Dopo la battaglia di Eashen, inizia a rispettare Touya, mostrando una sorprendente intuizione nel prevedere che Yae un giorno si sarebbe sposata con lui, cosa che sorprende il marito. Nanae ha anche un legame stretto con la sua domestica Ayane, che diventa parte della famiglia Kokonoe quando sposa suo figlio Jutaro più avanti nella serie.
Jutaro Kokonoe (ここのえじゅうたろう?, Kokonoe Jūtarō)
Doppiato da: Yūki Inoue
Jutaro è un samurai e membro della fazione Takeda. È il fratello maggiore di Yae e, come lei, è un soldato dedicato. Più avanti nella serie, Jutaro sposa Ayane, la cameriera di famiglia di cui è innamorato.
Ayane (綾音?)
Doppiata da: Yui Otagiri
Ayane è una cameriera che lavora per la famiglia Kokonoe. Più avanti nella serie, sposa Jutaro e diventa parte integrante della famiglia.
Takeda Shingen (たけだしんげん?, Takeda Shingen)
Takeda è un daimyō di Eashen. Dopo essere stato tradito e ucciso da Yamamoto Kansuke, il suo cadavere viene utilizzato per combattere contro Touya e i Quattro Grandi Generali. Tuttavia, una volta che Kansuke viene ucciso, il corpo di Takeda torna a essere privo di vita. Si dice che Shingen fosse un buon guerriero e un leader rispettato.
Tsubaki (椿?)
Doppiata da: Yū Kobayashi
Tsubaki è uno dei membri dei Quattro Grandi Generali di Takeda e collabora con Touya per sconfiggere Yamamoto Kansuke. Dopo la caduta del suo clan, Tsubaki e la sua gente si trasferiscono a Brunhild, dove attualmente ricopre il ruolo di capo dell'unità di intelligence. In alcuni momenti della serie, Tsubaki funge da mentore per Yakumo, la figlia di Touya e Yae, aiutandola a sviluppare le sue abilità di infiltrazione.
Baba Nobuharu (ばばのぶはる?, Baba Nobuharu)
Doppiato da: Kenji Hamada
Baba è uno dei Quattro Grandi Generali della fazione Takeda. Era originario di Eashen prima di trasferirsi a Brunhild.
Kousaka Masanobu (こうさかまさのぶ?, Kōsaka Masanobu)
Kousaka è uno dei Quattro Grandi Generali della fazione Takeda. Era originario di Eashen prima di trasferirsi a Brunhild. Lavora come primo ministro di Brunhild ed è anche responsabile dello sviluppo del Paese.
Yamagata Masakage (やまがたまさかげ?, Yamagata Masakage)
Doppiato da: Kentarō Itō
Yamagata è uno dei Quattro Grandi Generali della fazione Takeda. Era originario di Eashen prima di trasferirsi a Brunhild.
Naito Masatoyo (ないとうまさとよ?, Naitō Masatoyo)
Doppiato da: Daisuke Kishio
Naito è uno dei Quattro Grandi Generali della fazione Takeda. Era originario di Eashen prima di trasferirsi a Brunhild.
Yamamoto Kansuke (やまもとかんすけ?, Yamamoto Kansuke)
Doppiato da: Kenjirō Tsuda
Yamamoto è un malvagio negromante che progetta di fomentare una guerra tra il clan Takeda e il clan Tokugawa. Tradisce e uccide Shingen, utilizzando il suo cadavere per combattere Touya e i Quattro Grandi Generali, grazie a una gemma dell'immortalità incastonata nel suo occhio, che è la fonte della sua corruzione. Touya lo sconfigge rimuovendo la gemma e distruggendola, uccidendo così Yamamoto insieme al suo esercito di cadaveri non morti. In seguito, si scopre che la gemma dell'immortalità proviene dal Magazzino di Babylon
Tokugawa Ieyasu (川とくがわいえやす?, Tokugawa Ieyasu)
Doppiato da: Tesshō Genda
Tokugawa è uno dei nove signori di Eashen.
Takeda Katsuyori (たけだかつより?, Takeda Katsuyori)
Takeda è il figlio dell'ex daimyō Takeda Shingen. È diventato il nuovo daimyō dopo che Kansuke Yamamoto è stato trattato. A differenza del padre, si dice che Katsuyori sia un cattivo leader; un esempio di ciò è quando aumenta le tasse perché ha finito i soldi e trascura i suoi doveri. Fu lui a causare lo scioglimento del casato Takeda.

### Regno di Sandora
Il Regno di Sandora (サンドラ王国?, Sandora ōkoku) è un Paese situato a sud del Regno di Mismede, oltre il Grande Mare degli Alberi. È l'unico regno che consente la schiavitù e il commercio degli schiavi. Tuttavia, il regno è stato distrutto da Touya, che ha liberato tutti gli schiavi. Attualmente, questa terra è conosciuta come Regione di Sandora (サンドラ地方?, Sandora chihō).
Rebecca (レベッカ?, Rebekka)
Doppiata da: Sarah Emi Bridcutt
Rebecca è un'ex mercenaria divenuta avventuriera di Sandora. Insieme a Logan e Will, ha salvato sette ragazze schiave e ha tentato di fuggire dal regno, ma sono stati attaccati da un Sandworm nella light novel e nel manga, o da un Fraze nell'anime. Dopo aver liberato le ragazze e rimosso i loro collari di schiavitù, Touya le fa rimanere nella villa di Belfast finché non trovano un lavoro. Dopo la fondazione del biblio-café Tsukuyomi, diventa una guardia di sicurezza del locale e successivamente entra a far parte dell'Ordine dei Cavalieri di Brunhild.
Logan (ローガン?, Rōgan)
Doppiato da: Wataru Komada
Logan è un ex mercenario divenuto avventuriero di Sandora. Insieme a Rebecca e Will, ha salvato sette ragazze schiave e ha tentato di fuggire dal regno, ma sono stati attaccati da un Sandworm nella light novel e nel manga, o da un Fraze nell'anime. Dopo aver liberato le ragazze e rimosso i collari di schiavitù, Touya le fa rimanere nella villa di Belfast finché non trovano un lavoro. Dopo la fondazione del biblio-café Tsukuyomi, diventa una guardia di sicurezza del locale e successivamente entra a far parte dell'Ordine dei Cavalieri di Brunhild. È anche fidanzato con una persona sconosciuta.
Will (ウィル?, Wiru)
Doppiato da: Aimi Tanaka
Will è un ex mercenario divenuto avventuriero di Sandora. Insieme a Rebecca e Will, ha salvato sette ragazze schiave e ha tentato di fuggire dal regno, ma sono stati attaccati da un Sandworm nella light novel e nel manga, o da un Fraze nell'anime. Dopo aver liberato le ragazze e rimosso i collari di schiavitù, Touya le fa rimanere nella villa di Belfast finché non trovano un lavoro. Dopo la fondazione del biblio-café Tsukuyomi, diventa una guardia di sicurezza del locale e successivamente entra a far parte dell'Ordine dei Cavalieri di Belfast. Poiché prova dei sentimenti per Wendy, una delle ex schiave, Touya decide di farlo addestrare dai cavalieri per poterla proteggere.
Wendy (ウェンディ?, Wendi)
Doppiata da: Momoko Nishio
Wendy è una schiava di Sandora, dotata di un collare di schiavitù che le impedisce di disobbedire agli ordini. Dopo la morte del suo padrone, è stata salvata da Rebecca, Logan e Will insieme ad altre sei schiave. È la più giovane delle schiave. Mentre cercavano di fuggire dal regno, sono state attaccate da un Sandworm nella light novel e nel manga, o da un Fraze nell'anime. Dopo averle salvate e aver tolto il collare a lei e alle altre schiave, Touya le fa rimanere alla villa di Belfast finché non trovano un lavoro. Dopo la fondazione del biblio-café Tsukuyomi, lavora come cameriera nel locale insieme alle altre ex schiave. È innamorata di Will
Sulas (スーラス?, Sūrasu)
Sulas è una delle schiave salvate da Sandora dal gruppo di Rebecca e da Touya, che la aiuta a rimuovere il collare di schiavitù. Lavora come receptionist al biblio-café Tsukuyomi.
Belle (ベル?, Beru)
Belle è una delle schiave salvate da Sandora dal gruppo di Rebecca e da Touya, che la aiuta a rimuovere il collare di schiavitù. Lavora come receptionist al biblio-café Tsukuyomi.
Nia (ニア?)
Nia è una delle schiave salvate da Sandora dal gruppo di Rebecca e da Touya, che la aiuta a rimuovere il collare di schiavitù. Lavora come cuoca al biblio-café Tsukuyomi. È la sorella maggiore di Mia.
Mia (ミア?)
Mia è una delle schiave salvate da Sandora dal gruppo di Rebecca e da Touya, che la aiuta a rimuovere il collare di schiavitù. Lavora come cuoca al biblio-café Tsukuyomi. È la sorella minore di Nia.
Sylvie (シルヴィ?, Shiruvi)
Sylvie è una delle schiave salvate da Sandora dal gruppo di Rebecca e da Touya, che la aiuta a rimuovere il collare di schiavitù. Lavora come cameriera al biblio-café Tsukuyomi.
Marika (マリカ?)
Marika è una delle schiave salvate da Sandora dal gruppo di Rebecca e da Touya, che la aiuta a rimuovere il collare di schiavitù. Lavora come cameriera al biblio-café Tsukuyomi.
Abdul Jafar Sandora III (アブダル・ジャーバ・サンドラ三世?, Abudaru Jāba Sandora Sansei)
Abdul è l'ultimo re di Sandora ed è il proprietario di tutti gli schiavi del regno. Viene ucciso da uno dei suoi ex schiavi durante la visita di Touya al paese. A causa del forte rancore che nutre nei confronti di Touya, riesce a tornare in vita come zombie per cercare di vendicarsi di lui. Tuttavia, questo tentativo si conclude con un triste fallimento.

### Impero di Regulus
L'Impero di Regulus (レグルス帝国?, Regurusu teikoku) è un regno situato nella parte occidentale del continente ed è il più grande Paese dell'ovest. È qui che Touya incontra Lucia, la terza principessa dell'impero, e trova la famiglia di Renne, da tempo scomparsa. Durante la sua permanenza, Touya si imbatte in una situazione di instabilità politica, poiché un colpo di stato minaccia il governo imperiale.
Zefirus Lea Regulus (ゼフィルス̏ロア・レグルス?, Zefirusu Roa Regurusu)
Doppiato da: Akimitsu Takase
Zefirus è l'imperatore dell'Impero di Regulus e padre di Lucia e Romero. Il capitano Bazhul tenta di ucciderlo nella speranza di conquistare i regni vicini, ma viene salvato da Touya. Dopo aver sventato il piano di Bazhul, si unisce all'alleanza di Touya.
Caroline Rillettes (キャロライン・リエット?, Kyarorain Rietto)
Doppiata da: Risae Matsuda
Caroline è la secondogenita leale e gentile della Casato di Rilletes e cavaliere dell'Impero di Regulus. Preferisce essere chiamata con il suo soprannome, Carol (キャロル?, Kyaroru). È anche la zia materna di Renne, ma detesta essere chiamata "zia" e Renne la chiama invece "sorella". È una discendente di Kir Rillettes, membro delle Dodici Lame dell'Impero, i cavalieri che aiutarono il primo imperatore a fondare il Paese. Da quando la sorella maggiore Stephanie (o Steph), ribelle e dallo spirito libero, è scappata di casa dopo aver litigato con il severo padre, le manca molto, anche quando Touya l'ha informata del destino di Steph ed è felice di sapere che ha una nipote di nome Renne. Quando il Casato di Rilletes è sull'orlo del declino per la mancanza di grandi azioni da anni, Carol dedica la sua vita a ripristinare la reputazione della famiglia. Grazie a Touya, che le ha salvato la vita dai soldati malvagi, ha compiuto grandi azioni per fermare il colpo di stato e mettere al sicuro la casa di famiglia. Come i suoi antenati e la sua unica nipote Renne, ha l'affinità con la magia del Vento. Sapendo bene che Renne è felice di vivere con Touya e con tutti coloro che si prendono cura della nipote, accetta volentieri la scelta di Renne e le ricorda che anche lei ha avuto un'altra famiglia nell'Impero di Regulus. Nonostante sia single e non sia mai riuscita a formare una famiglia propria come la sua carissima sorella defunta, cosa che preoccupa sua madre Mary Rilletes, era abbastanza felice e orgogliosa di avere una nipote così buona e affidabile come Renne, mentre si complimentava gentilmente con la bellezza e lo stile di vita impressionante della sua sorella surrogata, cosa che la sorprendeva. Carol ha anche insegnato a Lucia le abilità di combattimento con le lame gemelle.
Capitano Bazhul (バズール?, Bazūru)
Doppiato da: Hinata Tadokoro
Bazhul è un generale malvagio che cerca di conquistare i regni circostanti. Impugna due bracciali magici che gli permettono di resistere agli attacchi magici e fisici e può evocare un grande mostro demoniaco chiamato Demon's Lord. Tenta di uccidere Zefirus e la sua famiglia per impadronirsi di Regulus e dichiarare guerra ai regni vicini, ma Touya li salva e lo sconfigge esponendolo al fetore di uno slime. In seguito viene rivelato che i suoi braccialetti magici provengono dall'isola del Magazzino di Babylon. Finora, è l'unico antagonista umano che è stato in grado di avere una possibilità contro Touya, ma non è riuscito a sconfiggerlo.
Generale Romero (ロメロ?, Romero)
Romero è un generale leale che non ha intenzione di seguire il tradimento e il colpo di stato di Bazhul. Stava fornendo al principe un posto dove nascondersi finché Bazhul non fosse stato sconfitto.
Lux Lea Regulus (ルクス・レア・レグルス?, Rukusu Rea Regurusu)
Lux è il principe dell'Impero di Regulus, figlio di Zefirus e fratello di Lucia. Ha tentato di fuggire dal palazzo durante il colpo di stato travestendosi da cavaliere. Tuttavia, i cavalieri erano tra le persone prese di mira dall'esercito. Nonostante ciò, Lux è riuscito a trarre vantaggio dalla situazione quando Touya lo ha salvato prima dello scontro con il capitano Bazhul. Ha diverse concubine, ma ha avuto bisogno di una medicina speciale richiesta dal padre a Touya per mettere incinta una di loro.
Mary Rillettes (メアリー・リレット?, Mearī Riretto)
Mary è la matriarca della famiglia Rillettes è una donna anziana e gentile, madre di Steph e Carol, e nonna di Renne. Ha accettato con serenità la decisione di Renne di rimanere a Belfast, lavorare come cameriera per Brunhild e schierarsi dalla parte di Touya, piuttosto che cercare di entrare nella nobiltà. Sebbene sia felice, è leggermente scioccata nel ritrovarsi con un nipote così grande. Mary, la matriarca, lascia a Carol molto spazio nella sua vita, ma non manca di assillarla riguardo al fatto che sia ancora single alla sua età. Desidera che Carol trovi un buon genero e che possa vedere i propri figli prima che Mary raggiunga la figlia maggiore e il marito nell'aldilà. Inizialmente, Mary ha l'intenzione di recarsi a Belfast per incontrare la nipote perduta da tempo, ma Carol la ferma, preferendo che porti Renne a casa Rillettes per incontrare sua madre. Mary è stata felice quando Renne ha cucinato per lei un pasto speciale come segno di gratitudine per il loro incontro. Di solito, le due si scambiano lettere attraverso un portale a specchio che Touya ha fornito loro.
Robinson (ロビンソン?)
Robinson è un enorme maggiordomo muscoloso serve la famiglia Rillettes da anni. È entusiasta di conoscere Renne, la figlia perduta di Stephanie Rillettes, e si mostra felice di aiutarla a preparare un piatto speciale per la sua famiglia.
Padre di Carol
Il patriarca della famiglia Rillettes è il marito di Mary, padre di Steph e Carol, e nonno di Renne. Carol lo menziona solo quando racconta a Touya della scomparsa della sorella maggiore. Era un cavaliere leale e severo, noto per aver addestrato entrambe le figlie all'arte della spada. Tuttavia, Steph detestava le restrizioni imposte dalle regole dei cavalieri e si ribellò a suo padre, arrivando a scappare di casa per stabilirsi a Belfast. Dopo anni di rimproveri per il suo comportamento autoritario nei confronti della figlia maggiore, il patriarca morì per cause sconosciute. Carol e Mary sperano che, nell'aldilà, lui e Steph possano finalmente riconciliarsi.

### Regno di Lihnie
Il Regno di Linhie (リーニエ王国?, Rīnie ōkoku) è situato nella parte meridionale dell'Isola di Palnea e confina a nord con il Regno di Palouf. In passato, i due regni hanno avuto numerose schermaglie, ma queste non si sono mai trasformate in una guerra aperta.
Cloud Zeph Lihnie (クラウドゼフ・リニー?, Kuraudo Zefu Rinī)
Doppiato da: Shunichi Toki
Cloud è il principe del Regno di Lihnie è il figlio di Schlaf ed Erya, nonché finto fratellastro di Zabune. Si reca a Brunhild per chiedere l'aiuto di Touya nel tentativo di salvare sua madre, che è stata tenuta in ostaggio da Zabune e dai suoi genitori, i quali tramano per impadronirsi di Lihnie, assassinare Cloud e suo padre, e dare inizio a una guerra con il Regno di Palouf. Dopo aver salvato Erya, Touya smaschera il piano dei rapitori, consentendo al re di ritirarsi e di passare il trono a Cloud, il quale decide di vendere Zabune e i suoi genitori come schiavi a Sandora. Successivamente, il principe si unisce all'alleanza di Touya. Inoltre, si fidanza con la principessa Lucienne Dia Palouf e riesce a stabilire buoni rapporti sia con Touya che con Re Reidhard.
Schlaf Zeph Lihnie (シュラフ・ゼフ・リーニエ?, Shurafu Zefu Rīnie)
Doppiato da: Mitsuru Miyamoto
Schlaf è l'ex sovrano di Lihnie è il marito di Erya e padre di Cloud. Wardack rapisce la sua amante per costringerla a collaborare con il suo piano di conquista del regno e, successivamente, uccide sia lui che suo figlio. Tuttavia, Touya riesce a salvare Erya, permettendo così al sovrano di passare il trono a Cloud senza alcuna minaccia. Questo consente al sovrano di ritirarsi e trascorrere il resto dei suoi giorni con la sua nuova moglie, dedicandosi a coccolarla e recuperare il tempo perduto.
Erya Zes Lihnie (エリア・ゼス・リーニエ?, Eria Zesu Rīnie)
Doppiata da: Namiko Morimoto
Erya è l'amante di Schlaf, poi diventata sua moglie ufficiale e madre di Cloud. Wardack e la sua famiglia la rapiscono per costringere il re ad aiutarli nei loro piani di conquista. Tuttavia, Erya viene salvata da Touya, che riesce successivamente a sventare i piani di Wardack. Nata da genitori plebei che l'hanno abbandonata, Erya è stata adottata da una famiglia di mercanti. La sua vita ha preso una svolta significativa quando è diventata l'amante del re, per poi assumere il ruolo di sua moglie.
Marchese Koupe (クープ?, Kūpu)
Doppiato da: Susumu Akagi
Koupe è l'attuale primo ministro è un stretto alleato di Cloud. Quando Wardack è salito al potere, è stato rimosso dal suo incarico. Tuttavia, dopo la sconfitta di Wardack e della sua famiglia, e l'insediamento di Cloud come re, è stato reintegrato nella sua posizione. Una delle sue prime azioni è stata quella di bandire tutti i nobili che avevano collaborato con Wardack, consolidando così il nuovo ordine nel regno.
Zabune (ザブン?)
Doppiato da: Jun Fukushima
Zabune è il crudele fratellastro di Cloud, noto per la sua tendenza a tenere schiave femminili. Si scopre che è il figlio di Wardack e Dacia, il che significa che lui e Cloud non sono consanguinei. Insieme, complottano per uccidere Cloud e suo padre al fine di conquistare Lihnie e dichiarare guerra a Palouf. Zabune rapisce anche Erya, la madre di Cloud, per costringere il re a sostenerli. Ha intenzione di sposare Sue e renderla schiava per sostenere la sua ascesa al trono, ma la proposta viene annullata quando scopre che Sue è fidanzata con Touya, che in realtà lo fa per proteggerla. In un atto di ritorsione, Zabune cerca di convincere Cloud a diffondere voci su Touya per rovinare la sua reputazione e ostacolare il fidanzamento, ma Cloud rifiuta di farlo, senza rendersi conto che Touya ha ascoltato tutto il suo piano. Dopo aver salvato Erya e una schiava recentemente acquistata da Zabune, Touya sventa i suoi piani, portando Cloud a diventare il nuovo re. Zabune e i suoi genitori vengono condannati a morte, ma Touya decide di venderli segretamente a un mercante di schiavi, destinandoli a lavorare come schiavi a Sandora. Inizialmente, Zabune giura vendetta contro Touya, ma quest'ultimo lo dissuade violentemente dal tentare di attuare i suoi piani.
Dacia (ダキア?, Dakia)
Doppiata da: Kyou Yaoya
Dacia è la madre di Zabune, cugina e moglie segreta di Wardack. Insieme alla sua famiglia, trama per uccidere Cloud e suo padre al fine di conquistare Lihnie e dichiarare guerra a Palouf. Per costringere il re a sostenere i loro piani, rapiscono Erya, la madre di Cloud. Dopo il salvataggio di Erya, Touya riesce a sventare il loro complotto, permettendo a Cloud di diventare il nuovo re. Dacia e la sua famiglia vengono condannati a morte, ma Touya decide di venderli segretamente a un mercante di schiavi, che li destina a lavorare come schiavi a Sandora.
Wardack (ワルダック?, Warudakku)
Doppiato da: Masafumi Kimura
Wardack è l'ex primo ministro di Lihnie, padre di Zabune e cugino e marito segreto di Dacia. Insieme alla sua famiglia, trama per uccidere Cloud e suo padre al fine di prendere il controllo di Lihnie e dichiarare guerra a Palouf. Per costringere il re a sostenerli, rapiscono Erya, la madre di Cloud. Dopo che Touya riesce a salvare Erya e smascherare il loro complotto, Cloud diventa il nuovo re e ordina la condanna a morte di Wardack e della sua famiglia. Tuttavia, Touya decide di venderli segretamente a un mercante di schiavi, che li destina a lavorare come schiavi a Sandora.
Fleur (フルール?, Furūru)
Fleur è una schiava che Zabune ha acquistato da un mercante di Sandora è destinata a una vita di sofferenza. Tuttavia, Touya riesce a salvarla, rimuovendo il collare di schiavitù prima che Zabune possa ucciderla per la sua disobbedienza, minacciandola di strozzarla con il collare. Dopo gli eventi a Linhea, Touya la manda a Brunhild, dove trova lavoro come cuoca alla locanda Luna d'Argento. Qui riesce a stringere buoni rapporti con Micah e Aer, iniziando così una nuova vita lontano dalle atrocità subite.
Angie (アンジー?, Anjī)
Angie è una cameriera che era una delle cameriere personali del marchese Kouse ha il compito di proteggere Erya, imprigionata in una torre della fortezza, dagli uomini di Wardack. Dopo che i piani di Wardack e Dacia sono stati sventati, continua a servire come cameriera personale e guardia del corpo di Erya, dedicandosi a garantirne la sicurezza e il benessere.

### Regno di Lestia
Il Regno di Lestia (レスティア騎士王国?, Resutia kishi ōkoku) era un tempo governato da Galen Yunas Lestia, il quale si ritirò e cedette il trono a suo figlio, Reid Yunas Lestia. Reid, a sua volta, passò il trono a suo figlio, Reinhard Yunas Lestia. Questo regno è membro dell'Alleanza Mondiale. È qui che Touya ha incontrato per la prima volta Hildegard.
Galen Yunas Lestia (ギャレン・ユナス・レスティア?, Gyaren Yunasu Resutia)
Doppiato da: Ken'ichi Ogata
Galen è il nonno di Hildegard e si interessa a Touya e alla sua tecnologia. Un tempo ex re di Lestia e avventuriero di rango oro, nonostante l'età avanzata, è un potente spadaccino. Durante la sua visita a Brunhild, sfida la nipote a dimostrare se è degna di diventare la prossima fidanzata di Touya, ma finisce per perdere a causa della distrazione di Touya, approvando così il loro futuro matrimonio. Galen è anche noto per essere un vecchio pervertito, con la fastidiosa abitudine di molestare tutte le donne attraenti che catturano la sua attenzione, palpeggiando i loro glutei in un lampo. Questo comportamento risulta particolarmente sgradevole per la nipote. L'unica donna che non può mai palpeggiare è Karen Mochizuki, la finta sorella maggiore di Touya, conosciuta come la Dea Amore.
Reid Yunas Lestia (リード・ユナス・レスティア?, Rīdo Yunasu Resutia)
Reid è il figlio di Galen, marito di Esther e padre di Hildegard e Reinhard. Ex re di Lestia, si è ritirato dal trono, lasciando il posto al figlio maggiore Reinhard dopo la cerimonia di abdicazione. Durante questa cerimonia, Reinhard è stato fatto cavaliere con la Sacra Spada di Lestia, che era stata riparata da Touya. Questa spada si è rivelata essere la Recovery Blade, mancante dal Magazzino di Babylon e realizzata da Regina Babylon. La spada non era stata utilizzata dal momento del cavalierato di Hilde, quando si era rotta, fino a quando Touya non l'ha riparata con la sua magia. Reid è soddisfatto del ripristino della spada e del fidanzamento della figlia con Touya. Tuttavia, come sua figlia, è disgustato e imbarazzato dal comportamento perverso del padre.
Esther Minas Lestia (エスター・ミナス・レスティア?, Esutā Minasu Resutia)
Esther è la nuora di Galen, moglie di Reid e madre di Hildegard e Reinhard. È l'ex regina di Lestia e, come tutti gli altri membri della sua famiglia, è felice del fidanzamento di Hildegard con Touya, così come del fatto che lui abbia riparato la Sacra Spada di Lestia, conosciuta anche come Recovery Blade.
Reinhard Yunas Lestia (ラインハルト・ユナス・レスティア?, Rainharuto Yunasu Resutia)
Reinhard è il nipote di Galen, il fratello maggiore di Hildegard e il figlio maggiore di Reid ed Esther. Attualmente, è il re di Lestia dopo la cerimonia di abdicazione, durante la quale è stato fatto cavaliere con la Sacra Spada di Lestia, conosciuta anche come Recovery Blade. Questa spada si era rotta dopo il cavalierato della sorella e, a causa del materiale della lama, neppure il più abile fabbro poteva restaurarla. Per questo motivo, avevano dovuto preparare una spada finta, ma non era ancora stata realizzata. Tuttavia, Touya riesce a riparare la vera spada con la sua magia. Con la lama riportata alle sue condizioni originali, la cerimonia di abdicazione di Reinhard procede come previsto. Reinhard è felicemente sposato con Sophia e aspetta la nascita della loro prima figlia, Beatrice. Ha instaurato buoni rapporti con Touya e Cloud, collaborando per far incontrare Cloud con la principessa Lucienne.

### Regno di Rifrees
Il Regno di Rifrees (リーフリース皇国?, Rīfurīsu kōkoku) è uno dei principali Paesi del mondo, noto per la sua importanza e influenza. Qui risiedono lo zio, la zia e i cugini di Linze ed Elze.
Rig Reek Rifrees (ゼフィルス・ロア・レグルス?, Zefirusu Roa Regurusu)
Doppiato da: Masaki Terasoma
Rig è l'imperatore del Regno di Rifrees, marito di Zelda Rehm Rifrees e padre di Reliel e Ridis. Quando si è recato a Belfast con Tristwin per incontrare Touya nella villa, ha dimostrato di essere ben informato sulle azioni eroiche di Touya e sulla sua nuova fondazione del paese. Secondo Touya, Rig assomiglia a Bruce Willis. Rig è molto preoccupato per il futuro della figlia Reliel, a causa del suo mancato fidanzamento. In un momento di disperazione, quasi offre la mano di Touya a Reliel, ma lei rifiuta l'offerta a causa della sua antipatia nei confronti di Touya. Fortunatamente, Rig accetta bene la decisione della figlia. Nessuno nella sua famiglia, nemmeno lui, sua moglie e suo figlio, sono a conoscenza del fatto che Reliel è segretamente una famosa scrittrice di romanzi romantici e una fangirl del genere yaoi, realizzando opere in vari stili come yaoi, yuri e reverse harem.
Zelda Rehm Rifrees (ゼルダ・レーム・リーフリース?, Zeruda Rēmu Rīfurīsu)
Zelda è la regina del Regno di Rifrees, moglie di Rig Reek Rifrees e madre di Reliel e Ridis. Come il resto della sua famiglia, non è a conoscenza dei segreti nascosti della figlia Reliel, che è una fangirl del genere yaoi e una scrittrice di romanzi yaoi e reverse-harem.
Reliel Rehm Rifrees (リリエル・リーム・リーフリース?, Ririeru Rīmu Rīfurīsu)
Doppiata da: Misaki Kuno
Reliel è la principessa del Regno di Rifrees, figlia dell'imperatore Rig Reek Rifrees e della regina Zelda Rehm Rifrees, e sorella maggiore di Ridis. Scrive segretamente serie di romanzi romantici di vari generi, tra cui yaoi, yuri e reverse-harem, utilizzando lo pseudonimo Riel Rifrees. L'unica persona a conoscenza dei suoi segreti è la sua amica Yumina. Reliel è così ossessionata dalle storie d'amore yaoi che, quando incontra Touya nella biblioteca locale di Rifrees, fraintende la situazione. Yumina chiarisce l'equivoco e Touya le aiuta a ottenere il libro desiderato, creandone una copia dal Laboratorio. Reliel scrive una storia di genere reverse-harem piuttosto inquietante, con i personaggi principali ispirati a Touya e alle sue fidanzate, in cui lui giura vendetta su di lei per averlo umiliato. Attualmente, Reliel è fidanzata con uno sconosciuto, il che rappresenta una buona notizia per Touya, che non desidera sposarla a causa dei suoi problemi personali con lei. Tuttavia, il fidanzato di Reliel scappa con una ragazza comune. Durante un ballo in maschera nel Sacro Impero di Triharan, Reliel viene salvata da un inquietante nobiluomo da un giovane affascinante, scoprendo poi che si tratta della principessa Listis Le Triharan, cresciuta come un ragazzo per evitare di essere costretta a sposarsi con uno dei nobili corrotti del senato. Questa storia le ricorda una delle sue serie di romanzi yuri.
Ridis Reek Rifrees (リディス・リーク・リフリーズ?, Ridisu Rīku Rifurīzu)
Ridis è il principe ereditario del Regno di Rifrees, figlio dell'imperatore Rig Reek Rifrees e della regina Zelda Rehm Rifrees, e fratello minore di Reliel Rehm Rifrees. Come i suoi genitori, non è a conoscenza del segreto della sorella, che scrive romanzi romantici yaoi. Nel corso della storia, Karen, la Dea Amore, gli fa notare la storia d'amore che sta sbocciando tra lui e la principessa Thea di Mismede. Questa relazione si sviluppa positivamente e alla fine Ridis e Thea si fidanzano, segnando un importante passo nella loro vita e nella dinastia reale di Rifrees.
Joseph (ジョセフ?, Josefu)
Joseph è lo zio di Elze e Linze da parte di madre e marito di Lana. La sua famiglia vive in una fattoria nella campagna di Rifrees, dove ha cresciuto le gemelle dopo la morte dei loro genitori. Nonostante il suo amore per la famiglia e la vita rurale, spesso ha difficoltà a conversare con le persone della città, inclusi i membri della famiglia reale, a causa di una frenesia nervosa che ha avuto in gioventù.
Lana (ラナ?, Rana)
Lana è la zia di Elze e Linze e moglie di Joseph. La sua famiglia vive in una fattoria nella campagna di Rifrees, dove ha cresciuto le gemelle dopo la morte dei loro genitori. A differenza di suo marito, Lana è molto più gentile ed estroversa, mostrando un atteggiamento accogliente e amichevole nei confronti della gente di città e dei reali. La sua natura calorosa la rende particolarmente affettuosa con Touya, creando un legame positivo tra loro.

### Teocrazia di Ramissh
La Teocrazia di Ramissh (ラミッシュ教国?, Ramisshu kyōkoku) si distingue da molti altri paesi poiché non è governata da un monarca ereditario, ma elegge un Papa tra i sacerdoti di grado più elevato. Questo Papa esercita il potere fino alla sua morte o abdica. Tuttavia, si scopre che la Teocrazia era sotto l'incantesimo dello Spirito Oscuro, e che la religione che vi si praticava era costruita su una menzogna. La situazione culmina con la sconfitta dello Spirito Oscuro da parte di Touya, che libera così il regno da questa oppressione.
Elias Altra (エリアス・オルトラ?, Eriasu Orutora)
Elias è l'attuale Papa di Ramissh che ha governato il Paese e ha scoperto la verità sulla Teocrazia e sullo Spirito Oscuro. Sin dall'inizio, era consapevole che il dio adorato non era reale ed era l'unico membro della chiesa disposto ad ammetterlo. Possiede la magia del Vuoto, nota come "Mystic Eyes" della sincerità, che gli consente di discernere quando una persona mente o dice la verità. Elias è stato rinchiuso in prigione insieme alla sua collega sacerdotessa Phyllis. La situazione cambia quando Touya arriva per salvarli, permettendo a Elias di incontrare Dio in persona. Dopo aver liberato la Teocrazia e salvato le proprie vite e quella di Phyllis, Elias inizia a portare rispetto a Touya. È stato anche il primo, oltre a Phyllis, a cui Touya ha rivelato che i suoi "parenti" erano in realtà degli dei.
Phyllis Rugit (フィリス・ルギット?, Firisu Rugitto)
Phyllis è una sacerdotessa di Ramissh che accompagnava l'inviato incaricato di imporre la religione della Teocrazia di Ramissh a Brunhild. Tuttavia, dopo che Touya si è rifiutato di permettere a un'unica religione di dominare il suo Paese e ha affrontato il suo superiore per aver insultato il Dio in cui credeva, Phyllis ha avuto un'importante rivelazione. Incontra il Dio responsabile del mondo, il quale le spiega che gli dei vegliano su di loro senza mai interferire, rivelando così che la Teocrazia era stata costruita su una menzogna. Successivamente, Phyllis e il Papa Elias vengono salvati dall'esecuzione; entrambi erano gli unici a non essere sotto l'incantesimo dello Spirito Oscuro, che si era rivelato essere il vero "dio" della religione. Dopo la distruzione dello Spirito Oscuro da parte di Touya, Phyllis diventa il successore di Elias, poiché possiede la mentalità giusta per guidare la Teocrazia verso una nuova era di verità e integrità.
Nest Renaud (ネスト・レナード?, Nesuto Renādo)
Nest è un sacerdote che si preoccupa principalmente di elevare il proprio status all'interno della Teocrazia di Ramissh. È noto per offendersi facilmente quando le cose non vanno come desidera, mostrando una personalità fragile e suscettibile. Un tratto distintivo di questo sacerdote è l'abitudine di indossare parrucche. Tuttavia, le sue azioni egoistiche e la sua corruzione non passano inosservate, e alla fine viene arrestato e imprigionato insieme ai suoi colleghi funzionari corrotti.
Cardinale Kyurei (キュレイ?)
Kyurei è la sorella maggiore del cardinale Zeon e ha assunto l'identità del Papa di Ramissh durante la visita di Touya nel Paese. Come uno dei funzionari corrotti, si è schierata a sostegno della menzogna della loro divinità Lars, cercando di ottenere potere e influenza all'interno della Teocrazia. Tuttavia, le sue azioni ingannevoli non sono rimaste impunite. Alla fine, Kyurei viene arrestata e imprigionata, segnando un'importante sconfitta per coloro che sostenevano la corruzione e le menzogne all'interno della religione di Ramissh.
Ramirez (ラミレス?, Ramiresu)
Ramirez è il fondatore della Teocrazia di Ramissh. Inizialmente, si credeva che fosse un sacerdote che aveva evocato il dio della luce, il quale purificava la terra. Tuttavia, successivamente si scoprì che Ramirez era in realtà un mago con l'attributo dell'Oscurità.

### Regno Divino
Il Regno Divino (天上界?, Tenjō-kai) è un luogo sacro dove dimorano principalmente gli dei. Qui si ritrova Touya dopo la sua morte accidentale, avvenuta a causa di un fulmine scagliato distrattamente da Dio.
Dio (神様?, Kami-sama)
Doppiato da: Fumihiko Tachiki
All'inizio della serie, uccide accidentalmente Touya. Per rimediare a questo errore, decide di farlo rinascere in un nuovo mondo e gli concede un potere immenso che lo rende quasi imbattibile. Inoltre, Touya ha la possibilità di portare con sé il suo smartphone, mantenendo così un legame con il suo passato. Dio comunica con lui tramite il telefono e, ogni volta che si presenta di persona, finge di essere il nonno di Touya utilizzando lo pseudonimo di Shinnosuke Mochizuki (望月神之助?, Mochizuki Shinnosuke). È anche conosciuto come il Dio dei mondi (世界神様?, Sekai Kami-sama).
Dea Amore (恋愛神?, Ren'ai-shin)
Doppiata da: Yui Horie
La Dea Amore è una divinità del Regno Divino che si occupa delle questioni romantiche. Attualmente risiede nel Ducato di Brunhild, dove assume l'identità di Karen Mochizuki (望月花恋?, Mochizuki Karen), fingendo di essere la sorella maggiore di Touya Mochizuki.

### Altri personaggi
Ende (エンデ?)
Doppiato da: Yuma Uchida
Ende è un misterioso ragazzo dotato di poteri straordinari, che appare all'improvviso nell'area commerciale del distretto meridionale di Belfast. Durante il suo viaggio, incontra Touya in diverse occasioni significative. Col tempo, si scopre che il suo vero nome è Endymion (エンデミュオン?, Endemyuon). È rivelato che viaggia attraverso i mondi insieme a Melle, la sovrana dormiente dei Fraze. Endymion ha due alleate fidate, Ney e Lycee, con le quali condivide avventure e sfide. Dopo un certo periodo, lui, Ney e Lycee si uniscono in matrimonio con Melle e danno alla luce una figlia di nome Allistella, affettuosamente chiamata Allis.
Mago oscuro
Il mago oscuro è un enigmatico incantatore senza nome, ingaggiato dal conte Balsa per rapire Sue e ricattare suo padre. Possiede la capacità di utilizzare la magia nera e di evocare creature come i Lizardman, rendendolo un avversario temibile. Tuttavia, il suo attacco viene prontamente sventato da Touya, che interviene per proteggere Sue e fermare i suoi piani malefici.
Melle (メル?, Meru)
Melle è l'ex sovrana dei Fraze, un ruolo che non le piace e dal quale desidera liberarsi. Era rimasta in uno stato di dormienza sotto forma di nucleo all'interno di Yamato, il fratellino di Yumina, fino a quando Touya non l'ha estratta dal corpo di Yamato. Per aiutarla a apparire umana, Touya le dona un ciondolo speciale. Dopo la sua liberazione, Melle trova rifugio a Brunhild per un certo periodo. Successivamente, si sposa con Ende, Ney e Lycee, e con Ende ha una figlia di nome Allistella.
Ney (ネイ?, Nei)
Ney è una delle alleate di Ende. Con il tempo, si unisce a Melle in matrimonio.
Lycee (リゼ?, Rize)
Lycee è una delle alleata di Ende. Con il tempo, si unisce a Melle in matrimonio.
Allistella (アリステラ?, Arisutera)
Allistella è la figlia di Ende e Melle, conosciuta affettuosamente con il soprannome di Allis (アリス?, Arisu). È una buona amica di Linne e nutre una cotta per Kuon. Più avanti nella serie, Allistella e Kuon si fidanzano.
Lain Netherland (レイン・ネザーランド?, Rein Nezārando)
Lain era un cavaliere del Regno di Mismede prima di diventare il comandante dell'Ordine dei Cavalieri di Brunhild.
Nore Siberia (ノルエ・シベリア?, Norue Shiberia)
Nore è un'ex soldatessa del Regno di Mismede, nonché sorella minore di Garn e ufficiale della guardia di Mismede. Dopo aver lasciato il suo precedente incarico, diventa uno dei vicecomandanti dell'Ordine dei Cavalieri di Brunhild, collaborando strettamente con Nikola Strand. Il suo nome originale è Norn Siberia (ノルエ・シベリア?, Norun Shiberia).
Nikola Strand (ニコラ・ストランド?, Nikora Suturando)
Nikola è un uomo-bestia volpe, nipote di Olba ed ex soldato del Regno di Mismede. Grazie alle sue abilità e alla sua esperienza militare, alla fine diventa uno dei vicecomandanti dell'Ordine dei Cavalieri di Brunhild, collaborando strettamente con Nore Siberia.
Nyantaro (ニャンタロー?, Nyantarō)
Nyantaro è un Cat Sìth e un gatto bestia contrattuale di Sakura. Il suo vero nome è D'Artagnan (ダルタニャン?, Darutanyan), ma la maggior parte delle persone lo chiama con il suo soprannome, il che lo rattrista.
Pam (パム?, Pamu)
Pam è una donna della tribù Rauli, che vive nel Grande Mare degli Alberi. Ha la pelle abbronzata e un fisico imponente. Durante un attacco da parte di uno Spider Fraze, incontra Touya e le sue fidanzate nel villaggio. Dopo la battaglia, è colpita dalle gesta di Touya come guerriero valoroso e gli morde il collo in segno di giuramento, dichiarando che lui le appartiene. Successivamente, Pam si reca a Brunhild con l'intento di generare un figlio potente con Touya, per rafforzare la sua tribù e vincere la Cerimonia della Potatura, piuttosto che unirsi all'harem di Touya come moglie e amante. Attualmente ricopre il ruolo di capo della nazione degli alberi. Anche se ha mantenuto la promessa di rinunciare a Touya dopo aver vinto la Cerimonia della Potatura, Pam desidera ancora avere un figlio con lui, in un modo o nell'altro. Inoltre, grazie ai consigli di Touya sulla parità di genere, ha deciso di dividere la potatura in base al sesso.
Ripple (リップル?, Rippuru)
Ripple è un Fraze vivente creato da Regina Babylon, capace di assumere l'aspetto di qualsiasi quadro e manifestarsi nel mondo fisico. In passato, viveva in un castello abbandonato di Regulus, dove veniva scambiato per un fantasma o un'amante. La sua vita cambia quando Touya lo trova e decide di portarlo a vivere nel suo Paese. Qui, Ripple funge da sorveglianza magica di sicurezza, grazie a numerose copie di cornici create da High Rosetta e sistemate nel castello.
Fiana Forneus (フィアナ・フォルネウス?, Fiana Foruneusu)
Fiana è l'ex amante del Signore degli Xenoah e la madre di Sakura. Dopo il ritrovamento della sua guardia del corpo, Spica Frennel, e grazie all'evocazione della sua magia del Vuoto, Sakura decide di tornare nel Regno dei Demoni insieme a Touya e Spica per riunirsi con la madre. Successivamente, Fiana si trasferisce a Brunhild, dove assume il ruolo di preside della scuola, affiancando la figlia come insegnante. Ha un forte legame con Nyantaro e permette ai gatti randagi subordinati di frequentare la scuola. Nonostante la sua affettuosità, Fiana è una donna equilibrata e una maestra severa, capace di utilizzare il suo potere per mantenere l'ordine tra i bambini. Non esita a farne uso anche con il suo ex amante.
Spica Frennel (スピカ・フレネル?, Supika Fureneru)
Spica è un'elfa oscura di nobile origine appartenente agli Xenoah, che si unisce all'Ordine dei Cavalieri di Brunhild dopo essere stata curata da Touya da una grave malattia nota come Demoderma. Durante il suo tempo nel Regno dei Demoni di Xenoah, rivela di essere la guardia del corpo personale di Sakura, formalmente conosciuta come Farnese Forneus. Quando Sakura viene creduta uccisa dai sicari del Regno Celeste di Yulong, inviati dal malvagio zio Severus Arnos, Spica decide di mettersi in esilio. Tuttavia, quando scopre che Sakura è viva nel Ducato di Brunhild, grazie alla sua voce canora, riprende le sue funzioni. Spica utilizza la sua magia del Vuoto per ripristinare i ricordi di Sakura durante il Festival di Brunhild, riconoscendo facilmente il suo canto.

### Creature
Kohaku (琥珀?, Kohaku)
Doppiato da: Yuki Kaida
Kohaku, precedentemente nota come Re Bianco (白帝?, Byakutei), è una compagna di viaggio e una bestia contrattuale di Touya durante la sua avventura. È una delle Quattro Bestie Celesti e ricopre anche il ruolo di leader delle Bestie Magiche. Kohaku possiede la straordinaria capacità di trasformarsi da una temibile tigre di grandi dimensioni a un dolce cucciolo di tigre, dimostrando così la sua versatilità e il profondo legame che ha con Touya.
Kokuyo (黒曜?, Kokuyou) e Sango (珊瑚?, Sango)
Doppiati da: Issei Futamata (Kokuyo) e Naoko Matsui (Sango)
Kokuyo e Sango, precedentemente conosciuti come Re Nero (玄帝?, Gentei), sono compagni e bestie contrattuali di Touya nel suo viaggio. Entrambi appartengono al Genbu, una delle Quattro Bestie Celesti, e sono considerati i capi delle creature squamate. Proprio come Kohaku, Kokuyo e Sango hanno la capacità di trasformarsi dalla loro forma mostruosa e gigantesca a versioni più piccole e meno minacciose, assumendo le sembianze di un serpente e di una tartaruga.
Entei (紅玉?, Kōgyoku, Kougyoku in originale)
Doppiata da: Hōko Kuwashima
Entei, precedentemente conosciuta come Re delle Fiamme (炎帝?, Entei), è una compagna e bestia contrattuale di Touya durante il suo viaggio. È una delle Quattro Bestie Celesti e il capo degli uccelli. Entei ha la straordinaria capacità di trasformarsi dalla sua grande e maestosa forma di fenice a quella di un piccolo uccello, mostrando così la sua versatilità e il profondo legame che ha con Touya.
Luli (瑠璃?, Ruri)
Luli, precedentemente conosciuta come Re Azzurro (蒼帝?, Soutei), è una compagna e bestia contrattuale di Touya nel suo viaggio. È una delle Quattro Bestie Celesti e funge anche da leader dei draghi. Come le altre Bestie Celesti, Luli ha la capacità di trasformarsi dalla sua forma di drago gigante a quella di un piccolo drago, mostrando così la sua versatilità. Tuttavia, ha un rapporto difficile con Kohaku a causa delle loro personalità opposte.
Fraze (フレイズ?, Fureizu)
I Fraze sono creature di cristallo malvagie che in passato hanno attaccato i regni, ma il loro attacco è stato misteriosamente fermato. Recentemente, tornano nel presente per cercare il loro sovrano, il cui nucleo si trova all'interno di una persona. Tuttavia, per rintracciare il nucleo, devono eliminare tutti gli umani e i semi-umani che incontrano, poiché il loro battito cardiaco rende difficile questa ricerca. I Fraze sono i principali antagonisti della serie e, a causa della loro spessa armatura, possono essere uccisi solo distruggendo i loro nuclei del potere. Un altro modo per sconfiggerli è utilizzare armi realizzate con lo stesso materiale della loro armatura.